# Ghazni

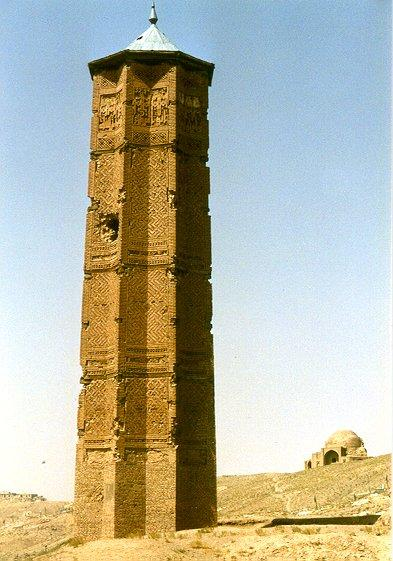
Oktogonales Ziegelminarett, in der ersten Hälfte des 12. Jahrhunderts unter Sultan Bahram Schah ibn Masud III. (1118–1152) erbaut.

Ghazni (persisch غزنی, DMG Ġaznī, auch غزنه, DMG Ġazna und غزنين, DMG Ġaznain, auch Ghasni, in der Antike Alexandreia) ist die Hauptstadt der Provinz Ghazni in Zentralafghanistan. Die Einwohnerzahl der etwas südwestlich von der Hauptstadt Kabul gelegenen Stadt beträgt zirka 72.360.
Ghazni liegt an der afghanischen ring road und im Süden der Stadt liegt der Flughafen Ghazni.

## Geschichte
Ghazni oder Ghazna war der Name der Stadt vor etwa 1000 Jahren. Die Stadt war Zentrum des Reiches der Ghaznawiden. Hier wirkten etwa 400 Dichter und Wissenschaftler, wie Firdausi, Farrochi, Unsuri, Manutschihri, Sana´i und Anwari. Sie leisteten einen großen Beitrag zur Entwicklung der persischen Sprache (auch Dari genannt) und persischen Literatur. Den Gipfel des persischen Epos erreichte das Schāhnāme von Ferdousī. Das Monumentalwerk beinhaltet die Mythologie des iranischen Kulturkreises von den Urzeiten bis zum 11. Jahrhundert.
Der Ghuridenherrscher Ala ad-Din Husain II. (reg. 1149–1161) zerstörte Ghazna 1151. Die endgültige Eroberung der Stadt erfolgte 1173/74.
In der Stadt ist eine Vielzahl von den erwähnten Dichtern und Wissenschaftlern begraben. Nicht nur die Liebhaber der persischen Literatur pilgern zu ihren heiligen Stätten. Dazu zählt das Grab des berühmten persischen Wissenschaftlers al-Bīrūnī ebenso wie die Grabstätten anderer Dichter der Ghaznawidenzeit, deren Werke als Gipfel der persischen Literatur bezeichnet werden.

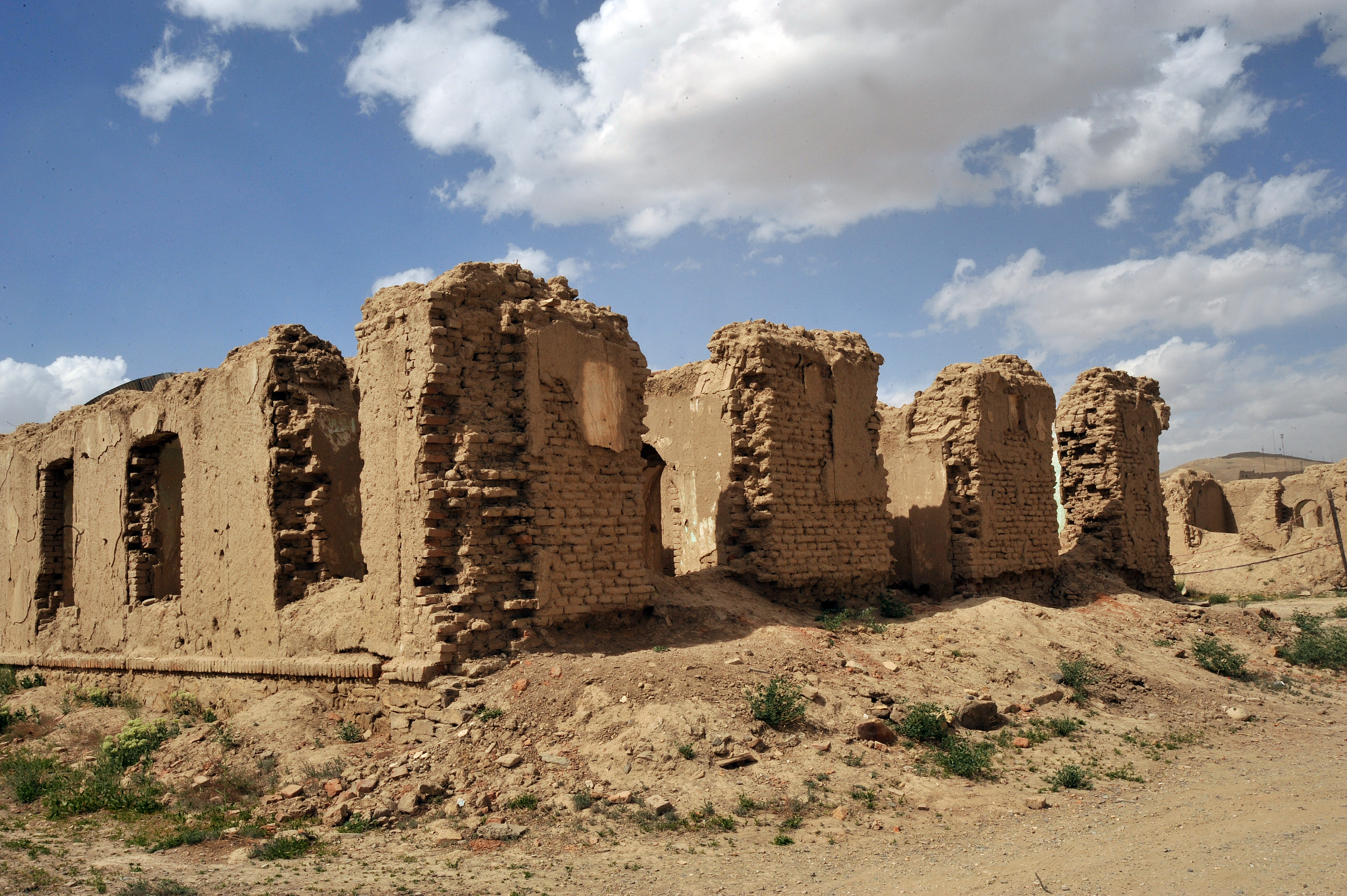
Old Ghazni City (2010)
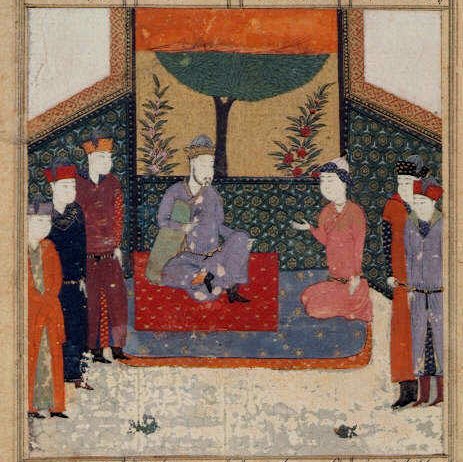
Mahmud von Ghazni, bedeutender Förderer der persischen Literatur, und Ayaz
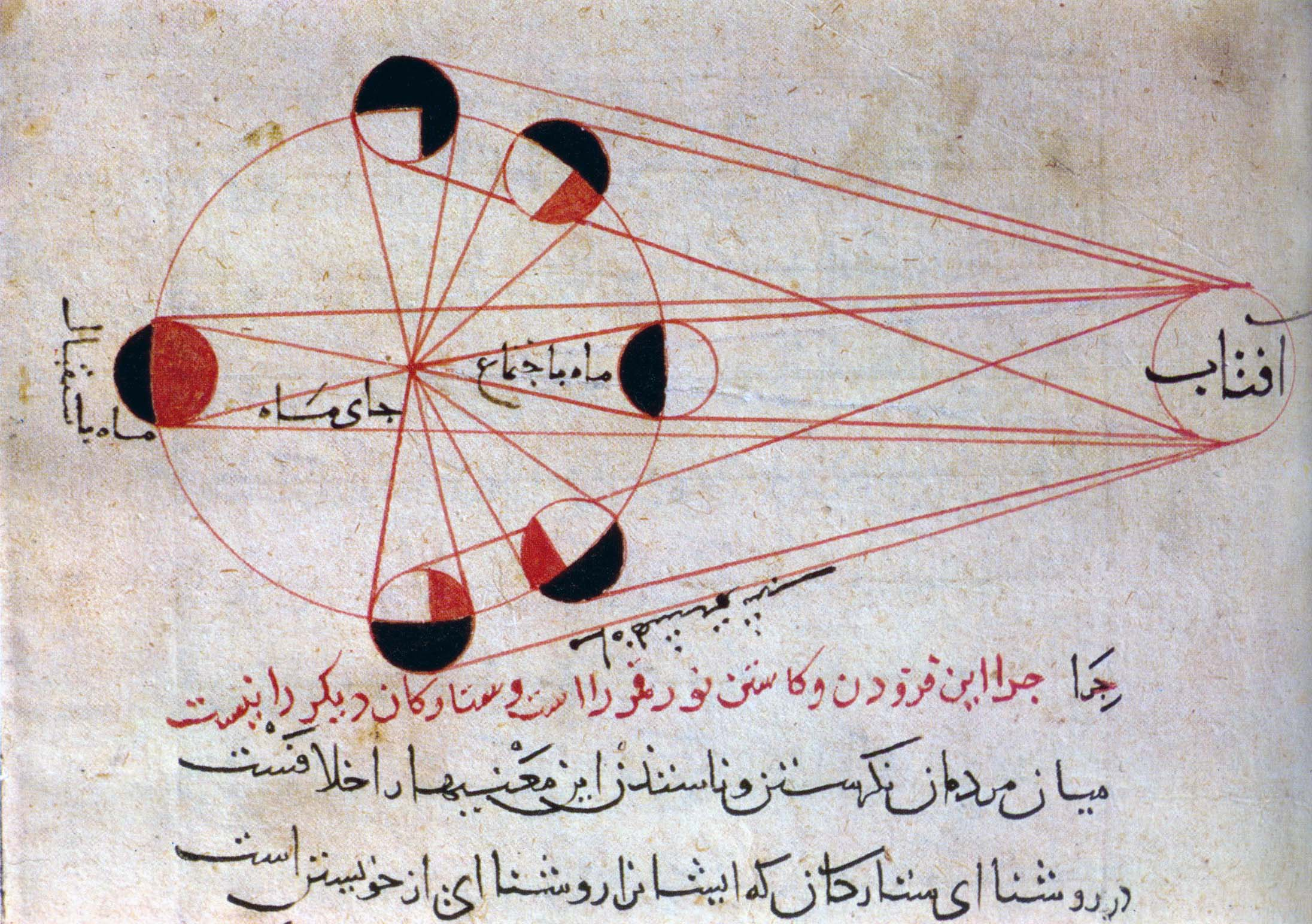
Darstellung verschiedener Mondphasen, al-Bīrūnī, 973–1048

Im Ersten Britisch-Afghanischen Krieg siegte am 23. Juli 1839 die britische Army of the Indus unter John Keane in der Schlacht von Ghazni gegen afghanische Truppen und konnte die Stadt einnehmen.
Am 29. März 2005 wurden Teile der Stadt beim Bruch der Band-e-Sultan-Talsperre überflutet.
Am 12. August 2021 wurde die Stadt von den Taliban erobert.

## Islamische Kulturhauptstadt 2013
Ghazni wurde im Jahre 2004 von der Konferenz der islamischen Kulturminister in Algerien neben drei anderen Städten, Medina, Bischkek und Ouagadougou, für die Teilnahme am Projekt „islamische Kulturhauptstadt“ ausgewählt.
Für die Durchführung dieses Projekts wurden zu Beginn der afghanischen Regierung von der Islamischen Organisation für Bildung, Wissenschaft und Kultur 15 Millionen US-Dollar überwiesen. Die nahezu 30 Projekte werden fast ausschließlich von den afghanischen Behörden geleitet. Zu ihnen gehört unter anderem der Ausbau der Infrastruktur, wie zum Beispiel der Bau eines Flughafens.
Ein Teil des Budgets wird auch für die eigentliche Idee der „Kulturhauptstadt“ verwendet, der Vermittlung kultureller Werte an die einheimische Bevölkerung und das Ausland. Beispiele hierfür sind der Bau eines islamischen Kulturzentrums und die Vorstellung der eigentlichen Kultur Ghaznis im Rahmen von „Ghazni-Tagen“ im europäischen Ausland.

### Deutsche Beteiligung der RWTH Aachen
Im Rahmen der Initiative Culture for Peace beteiligten sich der deutsche Staat und die RWTH Aachen am Projekt „Kulturhauptstadt“ in Ghazni, indem sie beim Wiederaufbau der historischen Stadtmauer halfen. Culture for Peace steht für ein Programm, das von Deutschland, Großbritannien und Oman getragen, für die Restauration der Mauer durch lokale Arbeitskräfte und für die Heranführung der Bevölkerung an das eigene Kulturerbe steht. Die Restaurierung dieses Wahrzeichens Ghaznis begann 2010 durch das Center for Documentation and Conservation der RWTH Aachen. Die RWTH Aachen entsandte Experten und leitete das Projekt. So entstanden 400 Arbeitsplätze für einheimische Bauarbeiter und Handwerker, die sich langfristig am Wiederaufbau beteiligen können. Das Projekt wurde durch die finanzielle Förderung des Auswärtigen Amts möglich, das sich mit rund 1,7 Millionen Euro an der Sanierung beteiligte. Die Maßnahme wurde 2014 erfolgreich abgeschlossen.

## Söhne und Töchter der Stadt
- Mahmud von Ghazni (971–1030), mächtigster Sultan der Ghaznawiden
- Hudschwīrī (um 990 – 1071/1077), persischer Sufi-Gelehrter
- Hassan Ghaznawi (12. Jahrhundert), persischer Dichter
- Mahmud Tarzi (1865–1933), afghanischer Intellektueller
- Babrak Wassa (* 1947), deutscher Komponist und Dirigent

## Partnerstädte
- Hayward (Kalifornien, USA)
- Giżycko, Polen